# Фулонь
Фуло́нь (фр. Foulognes) — коммуна во Франции, находится в регионе Нижняя Нормандия. Департамент коммуны — Кальвадос. Входит в состав кантона Комон-л’Эванте. Округ коммуны — Байё.
Код INSEE коммуны — 14282.

## Население
Население коммуны на 2010 год составляло 200 человек.
| 1962 | 1968 | 1975 | 1982 | 1990 | 1999 | 2010 |
| ---- | ---- | ---- | ---- | ---- | ---- | ---- |
| 263  | 250  | 209  | 167  | 183  | 177  | 200  |

## Экономика
В 2010 году среди 112 человек трудоспособного возраста (15—64 лет) 85 были экономически активными, 27 — неактивными (показатель активности — 75,9 %, в 1999 году было 63,6 %). Из 85 активных жителей работали 79 человек (45 мужчин и 34 женщины), безработных было 6 (3 мужчин и 3 женщины). Среди 27 неактивных 2 человека были учениками или студентами, 15 — пенсионерами, 10 были неактивными по другим причинам.